# Abadia de Marmoutier

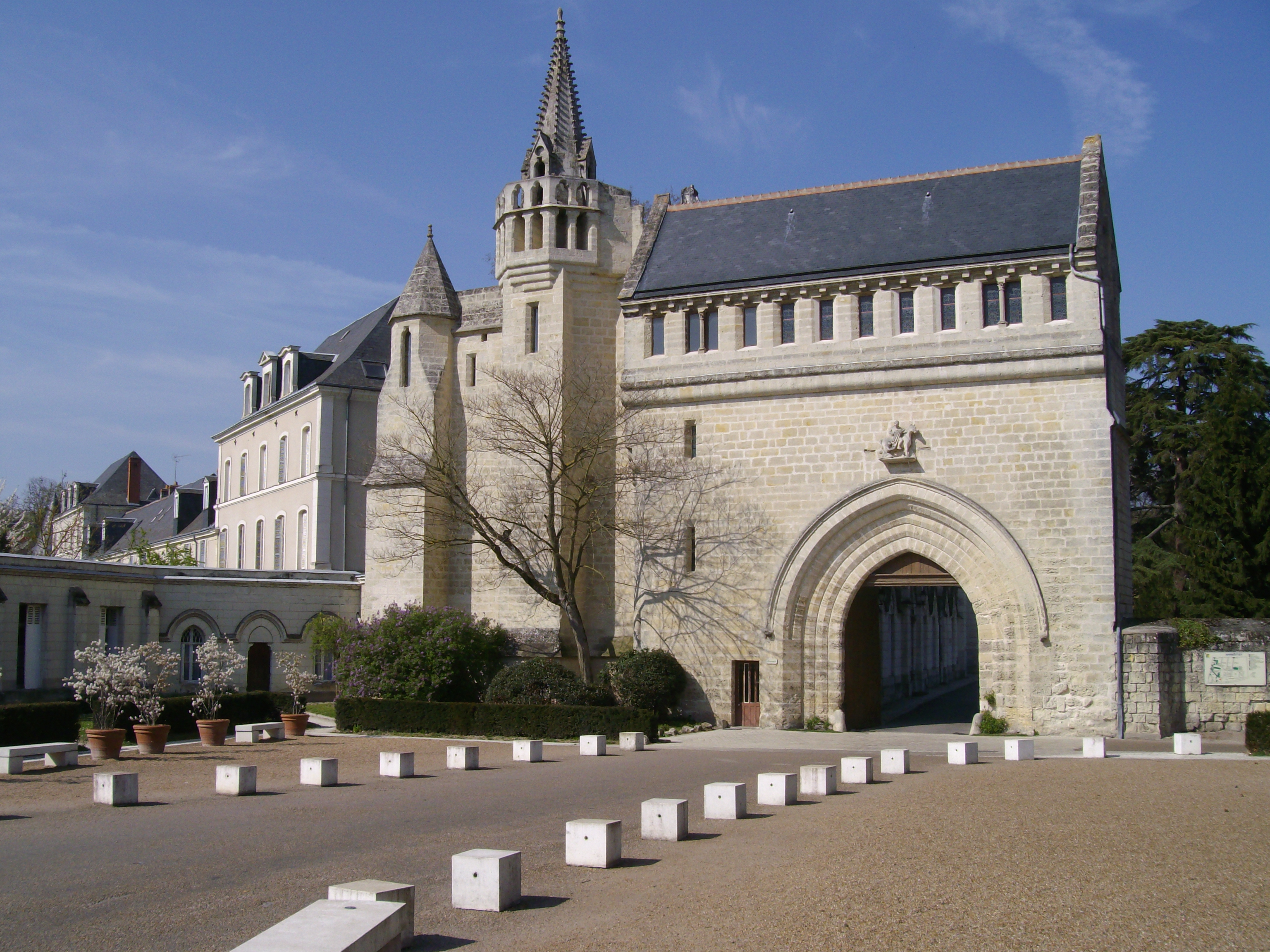
Abadia de Marmoutier.

A Abadia de Marmoutier foi um mosteiro antigo nos arredores de Tours, Indre-et-Loire, França, em seus últimos dias seguidora da Ordem de São Bento, como mosteiro influente com muitas dependências.

## História
A abadia foi fundada por São Martinho de Tours em 372, um ano após o mesmo ser feito Bispo de Tours. O biógrafo de Martinho, Sulpício Severo, afirma que o santo se retirou da cidade para viver em Marmoutier, no mosteiro que fundou fora de Tours, na margem oposta do Rio Loire. Sulpício descreveu a vida dos cenobitas locais, oitenta seguidores disciplinados de São Martinho, cuja única arte era a do copismo, praticada pelos monges mais jovens, enquanto os mais velhos se ocupavam de orações. Passavam a maior parte do tempo em suas celas, e, apesar dos títulos nobiliárquicos de muitos dos monges, vestiam-se em geral da pele de camelos.
Em 853, a abadia foi pilhada pelos normandos, que mataram mais de cem monges. Durante o início do século XI, a abadia cresceu grandemente, tornando-se uma das mais ricas da Europa. Após a conquista normanda, recebeu padroado de igrejas na Inglaterra. Em 1096, o Papa Urbano II consagrou sua nova capela, e lá pregou pela Primeira Cruzada. O Papa Calisto II pregou por cruzada novamente em 1119, convencendo o Conde Fulque V de Anjou a tomar parte nas empreitadas, posteriormente se tornando Rei de Jerusalém. Em 1162, o Papa Alexandre III, que residiu em Tours após ser fugir da Roma ocupada por Frederico Barbarossa, consagrou a nova Capela de São Bento no mosteiro.
A abadia tornou-se por fim demasiadamente pequena para seus habitantes, e foi completamente reconstruída pelo início do século XIII sob liderança do Abade Hugues ds Roches. No século seguinte, o abade Gérard du Puy tornou-se cardeal-sobrinho do último papa de Avignon, Gregório XI. Em 1562, a abadia foi novamente pilhada, desta vez por huguenotes no início das Guerras Religiosas, recuperando-se, contudo, novamente. O diarista inglês John Evelyn visitou a abadia em 1644, quando relatou a vastidão do mosteiro em seu tempo. A abadia foi destruída em 1799 durante a Revolução Francesa.